# Wolffia
Wolffia is de botanische naam van een geslacht uit de aronskelkfamilie (Araceae). In het Cronquist-systeem (1981) behoorde het geslacht tot de eendenkroosfamilie (Lemnaceae), maar in het APG II-systeem (2003) zijn al de planten die voorheen de eendenkroosfamilie vormden in de aronskelkfamilie geplaatst. Het geslacht is bijna kosmopolitisch.
In Europa kent het geslacht slechts één inheemse soort, namelijk wortelloos kroos (Wolffia arrhiza), naast de exoten smalle wolffia (Wolffia australiana) en Colombiaanse wolffia (Wolffia columbiana).

## Kenmerken
De takken van de planten stromen vrijelijk op of onder het wateroppervlak. Ze zijn symmetrisch, bolvormig, eivormig of bootvormig, afzonderlijk of in paren. Hun bovenkant is groen, hun onderkant groen tot transparant, ze zijn nooit roodachtig. Er is een basale holte waarin leden van de dochters worden geproduceerd. Deze holte is niet omgeven door een schaal aan de basis. Aders en wortels ontbreken. Dochterleden zijn met de moederleden verbonden door een korte, nauwelijks zichtbare steel. De bloem rijst op uit een holte nabij de middenlijn aan de bovenzijde. Deze holte is ook niet omgeven door een schaal. Het vruchtbeginsel heeft een zaadknop. Een meeldraad heeft twee kamers. De zaden zijn bijna glad.

## Soorten
Wolffia werd voor het eerst beschreven in 1844 door Matthias Jacob Schleiden. Het werd genoemd ter ere van Johann Friedrich Wolff (1778–1806), een Duitse arts, botanicus en entomoloog. Hij oefende als arts in Schweinfurt en promoveerde op eendenkroos (Lemna). Het geslacht, dat voorheen werd toegewezen aan de familie Lemnaceae, omvat elf soorten:
- Wolffia angusta Landolt: Het komt voor van Maleisië tot Australië
- Wortelloos dwergkroos (Wolffia arrhiza (L.) Horkel ex Wimm.): Herkomst: Europa, Azië en Afrika
- Wolffia australiana (Benth.) Hartog & Plas: Herkomst: Australië en Nieuw-Zeeland
- Wolffia borealis (Engelm.) Landolt: Thuis: Canada en de Verenigde Staten
- Wolffia brasiliensis Wedd.: Thuis: Amerika
- Wolffia columbiana H.Karst.: Thuis: Amerika
- Wolffia cylindracea Hegelm.: Thuis: Kenia tot Zuid-Afrika
- Wolffia elongata Landolt: Thuis: Caraïben en noordelijk Zuid-Amerika
- Wolffia globosa (Roxb.) Hartog & Plas: Thuis: tropisch en subtropisch Azië
- Wolffia microscopica (Griff.) In het kort: Thuisland: India, Bangladesh en Pakistan
- Wolffia neglecta Landolt: Thuisland: India, Pakistan en Sri Lanka